# Рамазан (фильм)
«Рамазан» — советский фильм 1933 года снятый на киностудии «Узбекгоскино» режиссёром Наби Ганиевым.

## Сюжет
Узбекистан начала 1930-х годов. В одном из кишлаков противники советской власти — бай, мулла и замаскировавшийся враг — председатель колхоза — решают использовать мусульманский праздник Рамазан для того, чтобы сорвать работу на хлопковых полях колхоза, и некоторые дехкане поддаются агитации муллы — держат пост и не могут работать в поле. Истово выполняет законы Рамазана и единоличник Тимур — байский батрак. Тимур — честный и религиозный человек, трудолюбивый работник хозяйничающий и для себя, и успевающий работать и в мечети, и на бая, мечтает совершить паломничество в Мекку. 
Бай одалживает Тимуру сравнительно крупную сумму денег на паломничество, но кто-то похищает эти деньги. В это время для ремонта плотины колхозники сооружают канатную дорогу, но чья-то рука обрезает канат и председатель партийной ячейки чуть не погибает. Тимур, без раздумий бросившийся на спасение, потом после упрёков муллы, что купался во время поста, понимает, что раз мулла его видел, то и канат перерезал он. Тимур узнаёт, что деньги украл сам бай — чтобы настроить его против колхозников. И когда соблюдающий, как и другие верующие декхане, пост, батрак застаёт врасплох пирующих днём своих хозяев, он порывает со своими лицемерными «благодетелями» и вступает в колхоз.

## В ролях
- Эргаш Хамраев — Тимур
- Юнис Нариманов — Розык-Ока
- Р. Ахмедов — Наджим
- Я. Азимов — бай
- З. Кабилова
- М. Раджапов

## Критика
Киновед Х. Н. Абул-Касымова заметила, что режиссёр сам написал сценарий к фильму, оставшись недовольным предыдущим фильмом «Подъём», хотя тот был и успешным, но его сценарий, написанный Николаем Кладо, не учитывал местные особенности.

Ганиев обратился к весьма актуальной для Узбекистана тех лет теме — он показал, как муллы и баи срывают сельскохозяйственные работы, требуя от трудящихся строгого соблюдения поста продолжающегося весь месяц рамазан. «Юридически единоличник — фактически слуга бая» — такой надписью в начале фильма Ганиев характеризует бедняка Тимура. Покорный воле муллы, Тимур помогает хозяину во время поста. Но затем убеждается, что не верность религиозным установлениям, а ненависть к колхозам определяет поведение муллы и баев.— История советского кино: 1931-1941. - М.: Искусство, 1969. - стр. 455

Сценарист-режиссер ставит перед собой в «Рамазане» конкретную и точную задачу — разоблачить религиозные предрассудки, одурманивающие сознание колхозников, мешающие укреплению Советской власти в деревне. На примере своего главного героя Тимура, простого дехканина, который постепенно, после сложной душевной борьбы, убеждается в бессмысленности и лживости религиозных догматов, Ганиев показывает ростки нового в мировоззрении простых дехкан. 
— Киноискусство советского Узбекистана / Джура Тешабаев. — Москва, 1968. — 63 с. — стр. 7
Клоэ Дрие, французский специалист по истории узбекского кинематографа, исследователь НЦНИ Франции, отмечала, что фильм, преподносящийся как антирелигиозный, к удивлению не содержит критики религии как таковой — ни вера, ни верующие, ни религиозные предписания в фильме никак на затрагиваются:

В этом антирелигиозном фильме ислам никогда не подвергается нападкам со стороны, ни его представители, ни его практики. Как же тогда религиозный делегитизм? В дополнение к классическим ранним планам о разрушенных мечетях, которые означают, что ислам — это вера другого возраста, кинематографическое повествование, которое должно быть сосредоточено в первую очередь на осуждении великих религиозных предписаний, фокусируется только на практике саботажа и на том, как бывшие хранители власти (бай) или «под прикрытием» (председатель колхоза) наносят ущерб уборке хлопка и работе общины, используя пост.
Оригинальный текст (фр.)Dans ce film à vocation antireligieuse, l’islam n’est jamais attaqué de front, ni ses représentants, ni ses pratiques. Comment le religieux est-il alors délégitimé ? Outre les classiques premiers plans sur des mosquées en ruine tendant à signifier que l’islam est une croyance d’un autre âge, la narration cinématographique qui devrait s’attacher en premier lieu à dénoncer les grands préceptes religieux ne se concentre que sur les pratiques de sabotage et la façon dont les anciens dépositaires de l’autorité (le bai) ou l'" infiltré " (le président du kolkhoze) nuisent à la récolte du coton et au travail de la communauté en instrumentalisant le jeûne.
Не затрагивая вопросы веры, фильм строится лишь на различии «старого мира» и «нового мира» — на ряде простых противопоставлений «мира мечети» и «мира красной чайхоны», кадры которых монтируются в фильме параллельно: так мечеть здесь является синонимом отсталости технической (освещается керосиновой лампой), и социальной — местом индивидуализма и эгоизма, пассивности и обездвиженности, где с помощью религии пытаются сохранить власть над доверчивыми людьми бывший бай, мулла и самодовольный и лицемерный предатель Наджим, а с другой стороны клуб-чайхона представлен как новый мир прогресса технического (электрическое освещение) и социального (свободные женщины), место активности и динамизма, радости жизни, спокойствия, простоты, честности и целостности (лидер партийной ячейки), где уважаются ценности сообщества (совместный труд, солидарность).